# Copa América 1979
Navigation
1975 1983
La Copa América 1979 est une compétition de football qui s'est déroulé du 18 juillet au 11 décembre 1979.
La totalité des rencontres se disputant en matchs aller-retour (à domicile et à l'extérieur), il n'y a donc pas de tournoi proprement dit organisé dans l'un des pays participants.
Les participants sont les dix pays membres de la confédération sud-américaine l'Argentine, la Bolivie, le Brésil, le Chili, la Colombie, l'Équateur, le Paraguay, le Pérou, l'Uruguay et le Venezuela. Le premier tour concerne neuf des dix équipes, réparties en trois groupes de trois. Le premier de chaque poule se qualifie pour les demi-finales, le quatrième qualifié pour le dernier carré étant le Pérou, exempté de premier tour en tant que tenant du titre.
Un troisième match sur terrain neutre est prévu pour la finale (uniquement) en cas d'égalité de points entre les finalistes à l'issue des matchs aller-retour. Ce n'est qu'en cas d'égalité après prolongation à l'issue du match d'appui que les scores des deux matchs précédents sont pris en compte pour départager les équipes. Le Paraguay et le Chili s'imposent à domicile respectivement à Asuncion (3-0) puis à Santiago (1-0) et doivent disputer le troisième match décisif à Buenos-Aires en Argentine. Les deux équipes ne parviennent pas à marquer, et le score final de 0-0 après prolongation fait le bonheur du Paraguay, sacré champion d'Amérique du sud pour la seconde fois grâce à la différence de buts (3-1).

## Premier tour

### Groupe A
| Classement final |           |     |   |   |   |   |    |    |      |
|                  | Équipe    | Pts | J | G | N | P | BP | BC | Diff |
| 1                | Chili     | 5   | 4 | 2 | 1 | 1 | 10 | 2  | +8   |
| 2                | Colombie  | 5   | 4 | 2 | 1 | 1 | 5  | 2  | +3   |
| 3                | Venezuela | 2   | 4 | 0 | 2 | 2 | 1  | 12 | -11  |

| 1er août    | Venezuela | 0 | 0 | Colombie  |
| 8 août      | Venezuela | 1 | 1 | Chili     |
| 15 août     | Colombie  | 1 | 0 | Chili     |
| 22 août     | Colombie  | 4 | 0 | Venezuela |
| 29 août     | Chili     | 7 | 0 | Venezuela |
| 5 septembre | Chili     | 2 | 0 | Colombie  |

| 1er août 1979 | Venezuela | 0 – 0   | Colombie | Pueblo Nuevo (San Cristóbal)                    |                                                 |
|               |           | (0 - 0) |          | Spectateurs : 18 000 Arbitrage : Luis Barrancos | Spectateurs : 18 000 Arbitrage : Luis Barrancos |

| 8 août 1979 | Venezuela    | 1 – 1   | Chili      | Pueblo Nuevo (San Cristóbal)                  |                                               |
|             | Carvajal 70e | (0 - 0) | Peredo 81e | Spectateurs : 14 000 Arbitrage : César Pagano | Spectateurs : 14 000 Arbitrage : César Pagano |

| 15 août 1979 | Colombie | 1 – 0   | Chili | El Campín (Bogota)                                    |                                                       |
|              | Díaz 21e | (1 - 0) |       | Spectateurs : 45 000 Arbitrage : Romualdo Arppi Filho | Spectateurs : 45 000 Arbitrage : Romualdo Arppi Filho |

| 22 août 1979 | Colombie                                              | 4 – 0   | Venezuela | El Campín (Bogota)                               |                                                  |
|              | Iguarán 17e · Valverde 53e · Chaparro 59e · Morón 86e | (1 - 0) |           | Spectateurs : 30 000 Arbitrage : Carlos Esposito | Spectateurs : 30 000 Arbitrage : Carlos Esposito |

| 29 août 1979 | Chili                                                              | 7 – 0   | Venezuela | Estadio Nacional (Santiago)                   |                                               |
|              | Peredo 3e, 59e · Rivas 38e, 54e · Véliz 76e · Soto 80e · Yáñez 84e | (2 - 0) | Páez      | Spectateurs : 70 000 Arbitrage : Enrique Labó | Spectateurs : 70 000 Arbitrage : Enrique Labó |

| 5 septembre 1979 | Chili                    | 2 – 0   | Colombie | Estadio Nacional (Santiago)                       |                                                   |
|                  | Caszely 14e · Peredo 58e | (1 - 0) |          | Spectateurs : 85 000 Arbitrage : Wilfredo Cáceres | Spectateurs : 85 000 Arbitrage : Wilfredo Cáceres |

### Groupe B
| Classement final |           |     |   |   |   |   |    |    |      |
|                  | Équipe    | Pts | J | G | N | P | BP | BC | Diff |
| 1                | Brésil    | 5   | 4 | 2 | 1 | 1 | 7  | 5  | +2   |
| 2                | Bolivie   | 4   | 4 | 2 | 0 | 2 | 4  | 7  | -3   |
| 3                | Argentine | 3   | 4 | 1 | 1 | 2 | 7  | 6  | +1   |

| 18 juillet | Bolivie   | 2 | 1 | Argentine |
| 26 juillet | Bolivie   | 2 | 1 | Brésil    |
| 2 août     | Brésil    | 2 | 1 | Argentine |
| 8 août     | Argentine | 3 | 0 | Bolivie   |
| 16 août    | Brésil    | 2 | 0 | Bolivie   |
| 23 août    | Argentine | 2 | 2 | Brésil    |

| 18 juillet 1979 | Bolivie           | 2 – 1   | Argentine | Estadio Hernando Siles (La Paz)                 |                                                 |
|                 | Reynaldo 29e, 66e | (1 - 1) | López 5e  | Spectateurs : 40 000 Arbitrage : Octavio Sierra | Spectateurs : 40 000 Arbitrage : Octavio Sierra |

| 26 juillet 1979 | Bolivie                  | 2 – 1   | Brésil                      | Estadio Hernando Siles (La Paz)                  |                                                  |
|                 | Aragonés 36e (pen.), 63e | (1 - 1) | Roberto Dinamite 30e (pen.) | Spectateurs : 40 000 Arbitrage : Octavio Sánchez | Spectateurs : 40 000 Arbitrage : Octavio Sánchez |

| 2 août 1979 | Brésil             | 2 – 1   | Argentine  | Maracanã (Rio de Janeiro)                      |                                                |
|             | Zico 2e · Tita 54e | (1 - 1) | Coscia 29e | Spectateurs : 130 000 Arbitrage : Edison Pérez | Spectateurs : 130 000 Arbitrage : Edison Pérez |

| 8 août 1979 | Argentine                                   | 3 – 0   | Bolivie | Estadio José Amalfitani (Buenos Aires)          |                                                 |
|             | Passarella 1re · Gáspari 15e · Maradona 65e | (2 - 0) |         | Spectateurs : 30 000 Arbitrage : Sergio Vásquez | Spectateurs : 30 000 Arbitrage : Sergio Vásquez |

| 16 août 1979 | Brésil              | 2 – 0   | Bolivie | Morumbi (São Paulo)                           |                                               |
|              | Tita 46e · Zico 90e | (0 - 0) |         | Spectateurs : 50 000 Arbitrage : José Vergara | Spectateurs : 50 000 Arbitrage : José Vergara |

| 23 août 1979 | Argentine                           | 2 – 2   | Brésil                          | Stade Monumental (Buenos Aires)                |                                                |
|              | Passarella 38e · Díaz 71e · Gallego | (1 - 1) | Sócrates 17e, 65e (pen.) · Zico | Spectateurs : 68 000 Arbitrage : Roque Cerullo | Spectateurs : 68 000 Arbitrage : Roque Cerullo |

### Groupe C
| Classement final |          |     |   |   |   |   |    |    |      |
|                  | Équipe   | Pts | J | G | N | P | BP | BC | Diff |
| 1                | Paraguay | 6   | 4 | 2 | 2 | 0 | 6  | 3  | +3   |
| 2                | Uruguay  | 4   | 4 | 1 | 2 | 1 | 5  | 5  | 0    |
| 3                | Équateur | 2   | 4 | 1 | 0 | 3 | 4  | 7  | -3   |

| 29 août      | Équateur | 1 | 2 | Paraguay |
| 5 septembre  | Équateur | 2 | 1 | Uruguay  |
| 13 septembre | Paraguay | 2 | 0 | Équateur |
| 16 septembre | Uruguay  | 2 | 1 | Équateur |
| 20 septembre | Paraguay | 0 | 0 | Uruguay  |
| 26 septembre | Uruguay  | 2 | 2 | Paraguay |

| 29 août 1979 | Équateur                 | 1 – 2   | Paraguay                     | Estadio Olímpico Atahualpa (Quito)               |                                                  |
|              | Torres Garcés 64e (pen.) | (0 - 1) | Talavera 22e · Solalinde 77e | Spectateurs : 45 000 Arbitrage : Carlos Esposito | Spectateurs : 45 000 Arbitrage : Carlos Esposito |

| 5 septembre 1979 | Équateur                | 2 – 1   | Uruguay              | Estadio Hernando Siles (La Paz)                       |                                                       |
|                  | Tenorio 6e · Alarcón 9e | (2 - 0) | Victorino 79e (pen.) | Spectateurs : 30 000 Arbitrage : Romualdo Arppi Filho | Spectateurs : 30 000 Arbitrage : Romualdo Arppi Filho |

| 13 septembre 1979 | Paraguay                  | 2 – 0   | Équateur | Estadio Defensores del Chaco (Asuncion)      |                                              |
|                   | E. Morel 27e · Osorio 48e | (1 - 0) |          | Spectateurs : 25 000 Arbitrage : Abel Gnecco | Spectateurs : 25 000 Arbitrage : Abel Gnecco |

| 16 septembre 1979 | Uruguay                                      | 2 – 1   | Équateur                              | Stade Centenario (Montevideo)                   |                                                 |
|                   | Bica 4e · Victorino 57e (pen.) · Maneiro 78e | (1 - 0) | Klinger 77e · Granda 57e · C. Ron 81e | Spectateurs : 25 000 Arbitrage : Oscar Scolfaro | Spectateurs : 25 000 Arbitrage : Oscar Scolfaro |

| 20 septembre 1979 | Paraguay   | 0 – 0   | Uruguay | Estadio Defensores del Chaco (Asuncion)         |                                                 |
|                   | Ovelar 35e | (0 - 0) |         | Spectateurs : 25 000 Arbitrage : Sergio Vásquez | Spectateurs : 25 000 Arbitrage : Sergio Vásquez |

| 26 septembre 1979 | Uruguay                                  | 2 – 2   | Paraguay                                    | Stade Centenario (Montevideo)                 |                                               |
|                   | Milar 54e (pen.) · Paz 83e · Maneiro 78e | (1 - 0) | E. Morel 34e, 88e · Granda 57e · C. Ron 81e | Spectateurs : 18 000 Arbitrage : Edison Pérez | Spectateurs : 18 000 Arbitrage : Edison Pérez |

## Demi-finales

### Matchs aller
| 17 octobre 1979 | Pérou        | 1 – 2 | Chili            | Estadio Nacional (Lima)                               |                                                       |
| | Mosquera 71e | (0 - 1) | Caszely 36e, 76e | Spectateurs : 50 000 Arbitrage : Romualdo Arppi Filho | Spectateurs : 50 000 Arbitrage : Romualdo Arppi Filho |
| Acasuzo - Duarte, Olaechea, Chumpitaz, Díaz - Velásquez, Leguía, Cueto - Mosquera, La Rosa, Ravello ( 59e Labarthe) | Équipes      | Osbén - Galindo, Valenzuela, Figueroa, Escobar - Rivas, Dubó, Soto, Rojas - Caszely ( 81e Bonvallet), Yáñez |                  | Spectateurs : 50 000 Arbitrage : Romualdo Arppi Filho | Spectateurs : 50 000 Arbitrage : Romualdo Arppi Filho |

| 24 octobre 1979 | Paraguay                    | 2 – 1 | Brésil       | Estadio Defensores del Chaco (Asuncion)        |                                                |
| | E. Morel 16e · Talavera 35e | (2 - 0) | Palhinha 79e | Spectateurs : 50 000 Arbitrage : Ramón Barreto | Spectateurs : 50 000 Arbitrage : Ramón Barreto |
| Fernández - Espínola, Cibils, Sosa, Torales - Torres ( Romerito), Florentín, Talavera - Isasi, M. Morel ( Pesoa), E. Morel | Équipes                     | Leão - Toninho, Amaral, Edinho, Pedrinho - Chicão, Falcão, Tarciso - Jair Prates ( Palhinha), Sócrates, Éder ( Zé Sergio) |              | Spectateurs : 50 000 Arbitrage : Ramón Barreto | Spectateurs : 50 000 Arbitrage : Ramón Barreto |

### Matchs retour
| 24 octobre 1979 | Chili   | 0 – 0 | Pérou | Estadio Nacional (Santiago)                             |                                                         |
| |         | (0 - 0) |       | Spectateurs : 75 000 Arbitrage : Juan Daniel Cardellino | Spectateurs : 75 000 Arbitrage : Juan Daniel Cardellino |
| Osbén - Galindo, Valenzuela, Figueroa, Escobar - Rivas, Dubó ( 63e Bonvallet), Rojas - Caszely, Yáñez, Véliz ( 46e Soto) | Équipes | Acasuzo - Navarro, Olaechea, Chumpitaz, Díaz - Velásquez, Leguía ( 68e Gorriti), Cueto ( 8e Rojas) - Mosquera, La Rosa, Ravello |       | Spectateurs : 75 000 Arbitrage : Juan Daniel Cardellino | Spectateurs : 75 000 Arbitrage : Juan Daniel Cardellino |

| 31 octobre 1979 | Brésil                           | 2 – 2 | Paraguay                    | Maracanã (Rio de Janeiro)                        |                                                  |
| | Falcão 29e · Sócrates 61e (pen.) | (1 - 1) | M. Morel 31e · Romerito 68e | Spectateurs : 80 000 Arbitrage : Carlos Esposito | Spectateurs : 80 000 Arbitrage : Carlos Esposito |
| Leão - Toninho, Amaral, Edinho, Marco Antônio - Carpeggiani ( 62e Pintinho), Falcão, Tita ( 60e Zezé) - Palhinha, Sócrates, Zé Sergio | Équipes                          | Fernández - Espínola, Paredes, Sosa ( 89e Cibils), Torales - Kiese, Florentín, Talavera ( Romerito) - Isasi, M. Morel, E. Morel |                             | Spectateurs : 80 000 Arbitrage : Carlos Esposito | Spectateurs : 80 000 Arbitrage : Carlos Esposito |

## Finale

### Match aller
| 28 novembre 1979 | Paraguay                         | 3 – 0 | Chili | Estadio Defensores del Chaco (Asuncion)                |                                                        |
| | Romerito 12e, 85e · M. Morel 36e | (2 - 0) |       | Spectateurs : 40 000 Arbitrage : Luis Gregorio da Rosa | Spectateurs : 40 000 Arbitrage : Luis Gregorio da Rosa |
| Fernández - Espínola, Paredes ( 79e Cibils), Sosa, Torales - Torres ( 62e Florentín), Kiese, Romerito - Isasi, M. Morel, E. Morel | Équipes                          | Osbén - Galindo, Valenzuela, Quintano, Escobar - Rivas, Soto, Bonvallet ( 46e Estay) - Rojas, Caszely, Fabbiani |       | Spectateurs : 40 000 Arbitrage : Luis Gregorio da Rosa | Spectateurs : 40 000 Arbitrage : Luis Gregorio da Rosa |

### Match retour
| 5 décembre 1979 | Chili     | 1 – 0 | Paraguay | Estadio Nacional (Santiago)                    |                                                |
| | Rivas 10e | (1 - 0) |          | Spectateurs : 55 000 Arbitrage : Ramón Barreto | Spectateurs : 55 000 Arbitrage : Ramón Barreto |
| Osbén - Galindo, Valenzuela, Figueroa, Escobar - Rivas, Rojas ( 85e Neira), Bonvallet ( 17e) - Véliz, Caszely, Fabbiani ( 56e Estay) | Équipes   | Fernández - Solalinde, Paredes, Sosa, Torales - Talavera ( 80e Cabañas), Kiese ( 46e Florentín), Romerito - Isasi, M. Morel, E. Morel ( 17e) |          | Spectateurs : 55 000 Arbitrage : Ramón Barreto | Spectateurs : 55 000 Arbitrage : Ramón Barreto |

### Match d'appui
| 11 décembre 1979 | Paraguay | 0 – 0 a. p. | Chili | Estadio José Amalfitani (Buenos Aires, Argentine)    |                                                      |
| |          | (0 - 0) |       | Spectateurs : 6 000 Arbitrage : Arnaldo Cézar Coelho | Spectateurs : 6 000 Arbitrage : Arnaldo Cézar Coelho |
| Fernández - Espínola, Paredes, Sosa, Torales - Florentín, Kiese, Romerito - Pérez ( 85e Cibils), M. Morel, Aquino ( 61e Torres) | Équipes  | Osbén - Galindo, Valenzuela, Figueroa, Escobar - Rivas, Dubó ( 90e Estay), Rojas - Véliz, Caszely, Fabbiani ( 61e Yáñez) |       | Spectateurs : 6 000 Arbitrage : Arnaldo Cézar Coelho | Spectateurs : 6 000 Arbitrage : Arnaldo Cézar Coelho |

| Copa América 1979 - Vainqueur Paraguay 2e titre |

## Meilleurs buteurs
4 buts
- Jorge Peredo
- Eugenio Morel

3 buts
- Sócrates
- Carlos Caszely
- Carlos Rivas
- Julio César Romero